# Sportlov i Sverige

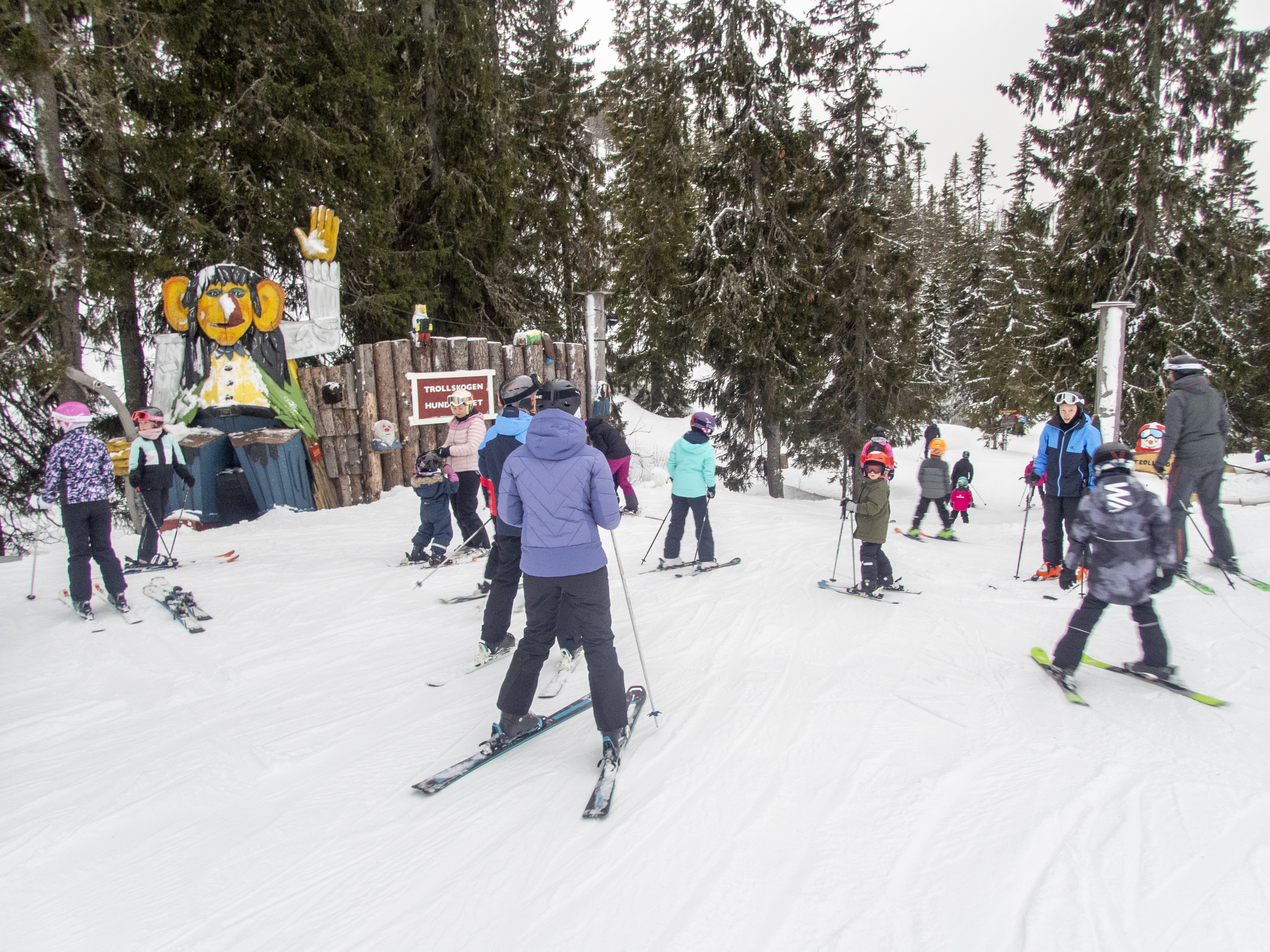
Utförsåkare i Hundfjället i Sälenfjällen under vecka 9, en av sportlovsveckorna.

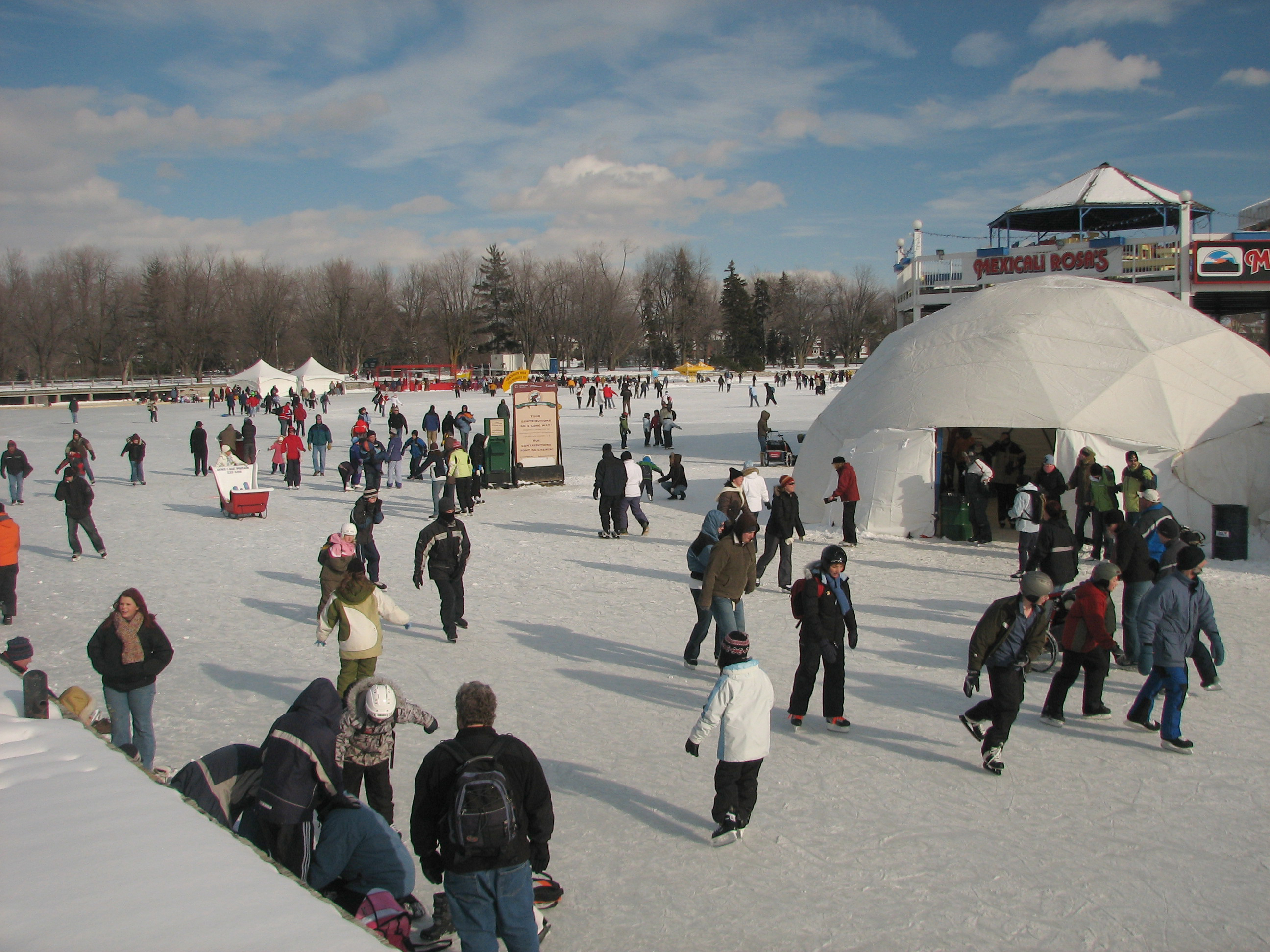
Skridskoåkning är en annan populär sportlovsaktivitet.

Sportlovet i Sverige har sitt ursprung i de så kallade bränslelov eller kokslov som infördes av Bränslekommissionen 1940 för att spara på uppvärmningen av skolorna (stenkol och koks var det  bränsle som vanligen användes vid denna tid för att elda med i städerna). Ransoneringen under krigsåren 1939–1945 gjorde att uppvärmningskostnaderna drastiskt behövde skäras ned. 
För att ge de lediga skolungdomarna meningsfull sysselsättning anordnades olika aktiviteter. Ganska snart kom aktiviteterna att fokuseras på friluftsliv i allmänhet och vintersporter i synnerhet; antingen genom sportutövande på hemorten eller genom resor till de svenska fjällen. Inledningsvis hade avsikten varit att barn från storstäderna skulle få möjlighet att uppleva fjällmiljön. 
Under 1950-talet kom också medicinhygieniska argument som stöd för skolbarnens ledighet under senvintern. På grund av risk för spridning av infektioner under just den tiden på året ansåg företrädare för skolhälsovården det praktiskt att stänga skolorna för en kort tid. Sportlovet var fortfarande vanligast i städerna, men började då även spridas till landsbygden. Det var först i slutet av årtiondet som sportlovet fick sitt genomslag i hela landet.

## Dagens sportlov
Under 2000-talet erbjuder många kommuner även sportlovsaktiviteter som inte har med vintersport att göra, till exempel innebandy.
Sportlovet i Sverige varar i en vecka under februari eller mars, mellan vecka 7 och 10, med vissa undantag. Vanligaste sportlovsveckan är vecka 8, då kommuner motsvarande 37 procent av Sveriges befolkning har lov. På orter där lovet äger rum i februari kallas lovet ofta även för februarilov.
Placeringen av sportlovet följer ungefär följande indelning:[när?]:
- vecka 7: Stor-Göteborg och delar av Västra Götalands län samt Jönköpings län
- vecka 8: Uppsala län, Skåne län, Södermanlands län, Östergötlands län, Hallands län, Blekinge län, Kalmar län, Kronobergs län, stora delar av Västra Götalands län samt Örebro län
- vecka 9: Stockholms län, Dalarnas län, Gästrikland, Västmanlands län, Värmlands län, Gotland
- vecka 10: Västerbotten, Norrbotten, Hälsingland, Västernorrlands län, Jämtlands län

## Flexibelt sportlov
Vissa svenska kommuner har testat flexibla sportlov, där varje elev själv väljer vecka för sportlov. Eleven får ett antal veckor, oftast tre, att välja mellan. På många skolor väljer dock de flesta den "vanliga" sportlovsveckan. En av fördelarna med flexibelt sportlov är att föräldrar med barn som går i skola i olika kommuner kan välja samma sportlovsvecka för alla barn. I vissa fall har flexibla sportlov inte varit uppskattat av vare sig lärare eller elever, medan det på andra håll är mycket uppskattat. De menar bland annat att elever som väljer en annan vecka får svårt att ta igen det de missat.

### Fotnoter
1. ↑  SR.se Flexibla skollov i Stigtomta 4 mars 2008
2. ↑  Aftonbladet: Flexibelt sportlov får kritik från elever och lärare Arkiverad 14 oktober 2010 hämtat från the Wayback Machine. (14 oktober 2003)